# بيلا ميكلوش
بيلا ميكلوش (بالمجرية: Miklós Béla)‏ هو دبلوماسي وجندي وسياسي مجري، ولد في 11 يونيو 1890 في بودابست في المجر، وتوفي بنفس المكان في 21 نوفمبر 1948. حزبياً، نشط في Hungarian Independence Party ‏. وقد انتخب عضو الجمعية الوطنية المجرية.